# Rock and a Hard Place
Rock and a Hard Place è un singolo del gruppo rock The Rolling Stones, pubblicato nel 1989 ed estratto dall'album Steel Wheels.

## Tracce
1. Rock and a Hard Place – 4:05
2. Cook Cook Blues – 4:08